# Geelpoot-schubsnipvlieg
De geelpoot-schubsnipvlieg (Chrysopilus asiliformis) is een vliegensoort uit de familie van de snavelvliegen (Rhagionidae). De wetenschappelijke naam van de soort werd in 1791 als Musca asiliformis gepubliceerd door Preyssler.

## Afbeeldingen

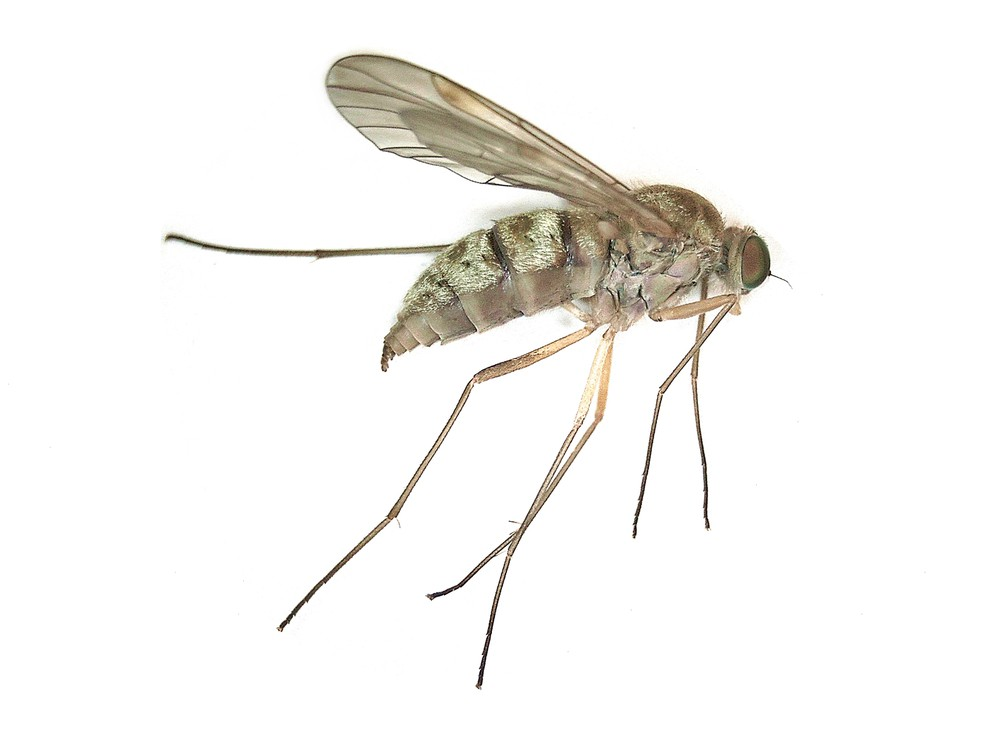
zijkant
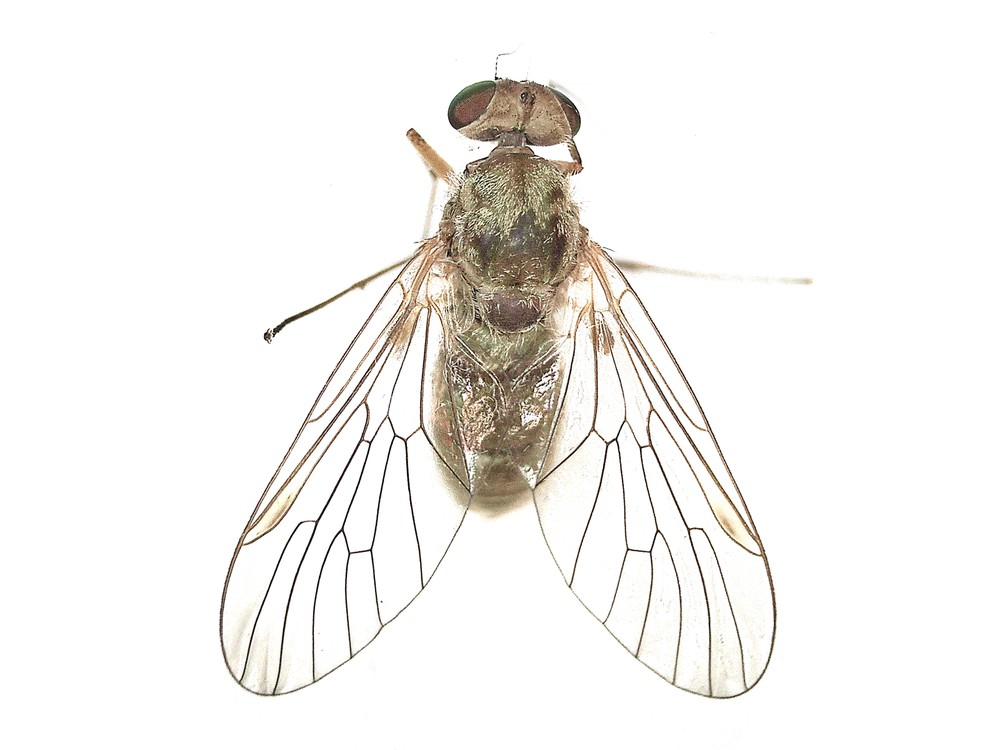
bovenkant
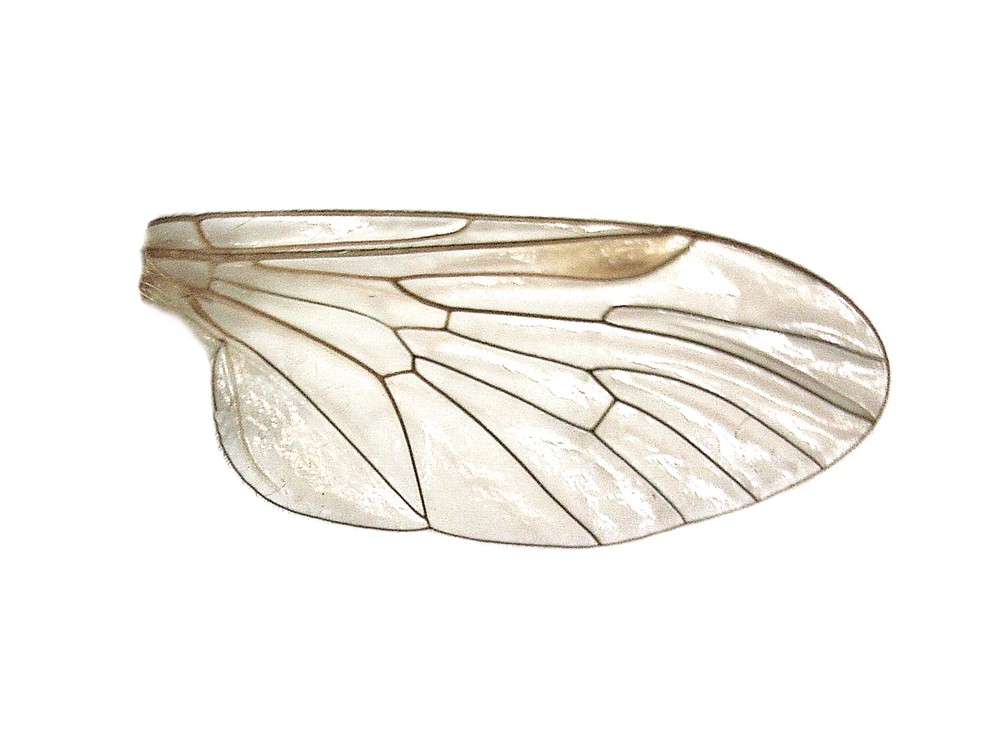
vleugel